# Jan Syrový
Jan Syrový, född 24 januari 1888, död 17 oktober 1970, var en tjeckoslovakisk general och tillförordnad president mellan 5 oktober och 30 november 1938.
Han var Tjeckoslovakiens premiärminister 23 september 1938-1 december 1938. Den 30 september 1938 var han tvungen att acceptera villkoren för Münchenavtalet.
Jan Syrový var under senare år enögd; han förlorade sitt högra öga i Första världskriget.

## Utmärkelser
- Georgskorset,  1915
- Sankt Stanislausorden, tredje klass,  1915
- Georgsorden, fjärde klass,  1915
- Sankt Vladimirs orden, fjärde klassen,  1916
- Sankt Annas orden, fjärde klass,  1917
- Knight Commander av Bathorden,  1919
- Tjeckoslovakiska krigskorset 1914–1918,  1919
- Croix de guerre 1914–1918,  1919
- Tjeckiska Segermedaljen,  1920
- Heliga skattens orden,  1920
- Storofficer av Kronorden,  1923
- Storofficer av Italienska kronorden,  1923
- Croix de guerre,  1923
- Storkors av Ouissam Alaouite-orden,  1925
- Kommendör med stjärna av Polonia Restituta,  1925
- Nationella orden för trogen tjänst,  1925
- Storofficer av Hederslegionen,  1925
- Karageorgevitjs stjärnas orden,  1925
- Storkors av Fenixorden,  1926
- Stora ordensbandet av Nichan Iftikhar,  1926
- Storkorset av Rumänska Stjärnans orden,  1926
- Sankt Savaorden,  1930
- Tre Stjärnors orden, andra klass,  1930
- Storofficer av Rumänska kronorden,  1931
- 2. klasse av Vytiskorsets orden,  1932
- 1:a graden av Örnkorsets orden,  1933
- Storkors av Vita örns orden,  1933
- Hedersmedborgare i Třebíč,  1937[6]
- Tjeckoslovakiska krigskorset 1939–1945,  1939
- Kors av Björndödarorden
- 2. klasse av Vytiskorsets orden

[Redigera Wikidata]